# Fleming Point
Der Fleming Point ist ein Kap auf der Brabant-Insel im westantarktischen Palmer-Archipel. Gemeinsam mit dem 7 km südwestlich gelegenen Humann Point markiert er die Mündung des Rush-Gletschers in die Dallmann-Bucht.
Grob kartiert wurde er bei der Vierten Französischen Antarktisexpedition (1903–1905) unter der Leitung Jean-Baptiste Charcots. Luftaufnahmen, die die Hunting Aerosurveys Ltd. in den Jahren 1956 bis 1957 anfertigte, dienten 1959 der vollständigen Kartierung. Das UK Antarctic Place-Names Committee benannte das Kap 1960 nach dem britischen Bakteriologen und Nobelpreisträger Alexander Fleming (1881–1955), dem Entdecker des Penicillins.